# 1263 Varsavia
1263 Varsavia (1933 FF) là một tiểu hành tinh vành đai chính được phát hiện ngày 23 tháng 3 năm 1933 bởi S. Arend ở Uccle.